# بزرگ (مقام موسیقی)

محل صداهای مقام بزرگ بر روی پرده‌های ساز‌هایی مثل تار، سه‌تار و عود که با فاصلهٔ چهارم درست کوک شده‌اند.

بزرگ یا زیر بزرگ یکی از ۱۲ مقام موسیقی قدیم ایران بوده است. مقام بزرگ به همراه مقام‌های زیرافکند، رهاوی، زنگوله و حسینی را مقام حزن و تأسف می‌دانسته‌اند. صفی‌الدین عبدالمومن نیز 
این مقام را مقام ترس (شدّالجُبن) نامیده‌ است. ابن سینا می‌گوید پس از نماز خفتن (نماز عشا) بهترین زمان برای نواختنِ این مقام است.
این مقام در گذشته مقام بسیار مفصلی بوده، و هم‌اکنون نیز در بخارا دارای بیش از پنجاه قطعه می‌باشد. نام بیشتر این قطعات در پیوند با فرهنگ ایرانی است، که برخی از آن‌ها هم‌اکنون در ردیف دستگاهی ایران دیده می‌شود، مانند: مهربانی، جامه‌دران و مویه.

درجات مقام بزرگ بر اساس رسالهٔ شرفیهٔ صفی‌الدین ارموی.

مقام بزرگ هم‌اکنون گوشهٔ بسیار کوچکی در دستگاه شور است که درجهٔ هشتم شور را به دانگ دوم شور اضافه می‌کند، و وسعت آن را به فاصلهٔ پنجم درست می‌رساند. گوشهٔ بزرگ درجهٔ هشتم شور را محور ملودی قرار می‌دهد و زمینه را برای آغاز شور بالا فراهم می‌کند.